# 1966 en chimie
Cet article présente les faits marquants de l'année 1966 en chimie.

## Prix
- Prix Nobel de chimie : Robert Sanderson Mulliken pour son travail fondamental concernant les liaisons chimiques et la structure électronique des molécules par la méthode des orbitales moléculaires[1].
- Prix Procter & Gamble : Robert S. Hansen[2]
- Prix Anselme-Payen : Wayne Sisson[3]
- Médaille Garvan-Olin : Mary Locke Petermann[4]
- Prix Ernest-Guenther : Albert Eschenmoser[5]
- ACS Award in Pure Chemistry : Ronald Breslow[6]
- Prix Irving-Langmuir : Herbert S. Gutowsky[7]
- Médaille Priestley : William O. Baker[8],[9]
- Médaille Leverhulme : Alec Arnold Constantine Issigonis[10]
- Médaille Davy : Ewart Jones en reconnaissance de ses contributions remarquables à la chimie organique de synthèse et à l'élucidation des structures des produits naturels[11].
- Claude S. Hudson Award in Carbohydrate Chemistry : Raymond Lemieux[12]
- Médaille William-H.-Nichols : Frederick Rossini[13]

## Décès
- 5 juillet[14] : George de Hevesy (né en 1885), chimiste hongrois, prix Nobel de chimie en 1943[1],[15].
- 30 septembre : Ilia Tcherniaïev (né en 1893), chimiste soviétique spécialisé en chimie inorganique.
- 2 novembre[16] : Peter Debye (né en 1884), physicien et chimiste néerlandais, prix Nobel de chimie en 1936[1],[17].